# Laďka Něrgešová
Ladislava Něrgešová (* 2. února 1976 Praha) je česká herečka a moderátorka.

## Životopis
Po vystudování pražského gymnázia absolvovala soukromou Vyšší odbornou školu herectví v Praze. Jejími zdejšími lektory herectví byli Oldřich Vízner, Veronika Žilková či Lucie Trmíková. Již během studií natáčela se studenty Filmové a televizní fakulty Akademie múzických umění (FAMU) filmy. Současně též dabovala a absolvovala praxi v Krátkém filmu Praha.
Následně se stala členkou jihlavského Horáckého divadla, kde vystoupila třeba ve hrách Idiot od Fjodora Michajloviče Dostojevského či v opeře Lazebník sevillský od Gioacchina Rossiniho. Působila též jako moderátorka v privátním Hitrádiu Vysočina.
Zpět do Prahy se Něrgešová vrátila na přelomu 20. a 21. století (roku 2000). V tu dobu začala moderovat v soukromých rozhlasových stanicích Radio City 93,7 FM, následně Radio Kiss, Expres FM a poté i Frekvence 1. V České televizi provázela pořadem Letadlo. Mezi roky 2000 a 2013 působila též v pražském Činoherním klubu, kde ztvárnila role v představeních Deskový statek (Václav Štech), Sex noci svatojánské (Woody Allen), Letní byt (Carlo Goldoni), Osiřelý západ (Martin McDonagh) či Ďáblova houpačka (Fjodor Sologub). Vystupovala i v muzikálu Tančírna uváděném pražským Kongresovým centrem nebo v hudební komedii Den na zkoušku pod režijním vedením Lumíra Olšovského. Hraje také ve spolku Háta.
V televizi uváděla pěveckou soutěž Česko hledá SuperStar. Nejprve byl jejím moderátorským partnerem Ondřej Brzobohatý, ale ve druhém ročníku tímto pěveckým kláním provázela s Petrem Holíkem. Objevila se též v pořadech či seriálech Bazén (Prima) nebo v roli Dagmar Lacinové Rodinná pouta a Velmi křehké vztahy (obojí Prima). Na téže televizní stanici uváděla také reality show Bar či pořady Farmář hledá ženu a VIP zprávy. Režisér Filip Renč ji ve svém filmu Román pro ženy svěřil roli Ingrid.
Od roku 2007 do roku 2018 byla vdaná za novináře Jaroslava Plesla a má s ním syna Adama a dceru Medu.
V květnu 2025 jí byla diagnostikována agresivní forma nádoru mozku – glioblastom. Podstoupila okamžitou operaci, po níž následovala chemoterapie a ozařování. Přestože jde o těžce léčitelnou diagnózu, léčba u ní vedla k výrazné regresi nádoru.

## Tvorba

### Film
- Pohřbívání nemluvňat
- Minulost
- Román pro ženy

### Televize
- 2001–2007
  - Nova
    - Česko hledá SuperStar (1. a 2. série)
    - Superstar jdou do nebe
    - Zlatá mříž
    - Zlatá hokejka
    - Redakce

  - Prima
    - Bazén
    - Rodinná pouta
    - Velmi křehké vztahy
    - Bar

  - Česká televize
    - Letadlo
    - Jak přežít nepohodu
- 2008–2009
  - Prima
    - Pustit žilou
- 2010–2018
  - Prima
    - Velmi křehké vztahy
    - Farmář hledá ženu
    - VIP zprávy
    - Aféry
    - TOP Star magazín
    - Máme rádi Česko
    - Překvápko
    - Muži vs. ženy
    - Svatby v Benátkách
    - Ohnivý kuře

  - Česká televize
    - Případy 1. oddělení